# パシフィック・アイランダーズ
パシフィック・アイランダーズ（英語: Pacific Islanders）は、太平洋（パシフィック）の島嶼国であるサモア、トンガおよびフィジーの3協会より選抜した選手で構成されるラグビーユニオンの合同チームである。
2004年より活動を開始して、ニュージーランドやヨーロッパへの遠征を敢行した。2009年、活動による経済的な利益が見込めないことから、以後の結成を取りやめることで3チームが合意した。今後の不定期な活動に関しては行う可能性があるとしている。

## テストマッチ一覧

### 2004
| 20 June 2004 | クィーンズランド・レッズ | 29 - 48 | パシフィック・アイランダーズ | Ballymore, ブリスベン 観客数: 3,000人 |
| 20 June 2004 |                          |         |                              | Ballymore, ブリスベン 観客数: 3,000人 |

| 25 June 2004 | ワラターズ | 21 – 68 | パシフィック・アイランダーズ | オージー・スタジアム, シドニー 観客数: 8,005人 |
| 25 June 2004 |            |         |                              | オージー・スタジアム, シドニー 観客数: 8,005人 |

| 3 July 2004 | オーストラリア | 29 – 14 | パシフィック・アイランダーズ | アデレード・オーバル, アデレード 観客数: 19,266人 |
| 3 July 2004 |                |         |                              | アデレード・オーバル, アデレード 観客数: 19,266人 |

| 10 July 2004 | ニュージーランド | 41 – 26 | パシフィック・アイランダーズ | ノース・ハーバー・スタジアム, オールバニー 観客数: 22,000人 |
| 10 July 2004 |                  |         |                              | ノース・ハーバー・スタジアム, オールバニー 観客数: 22,000人 |

| 17 July 2004 | 南アフリカ共和国 | 38 - 24 | パシフィック・アイランダーズ | エクスプレス・アドヴォカート・スタジアム, ゴスフォード 観客数: 15,732人 |
| 17 July 2004 |                  |         |                              | エクスプレス・アドヴォカート・スタジアム, ゴスフォード 観客数: 15,732人 |

### 2006
| 11 November 2006 | ウェールズ | 38 - 20 | パシフィック・アイランダーズ | ミレニアム・スタジアム, カーディフ 観客数: 50,769人 |
| 11 November 2006 |            |         |                              | ミレニアム・スタジアム, カーディフ 観客数: 50,769人 |

| 18 November 2006 | スコットランド | 34 – 22 | パシフィック・アイランダーズ | マレーフィールド・スタジアム, エディンバラ 観客数: 19,055人 |
| 18 November 2006 |                |         |                              | マレーフィールド・スタジアム, エディンバラ 観客数: 19,055人 |

| 26 November 2006 | アイルランド | 61 – 17 | パシフィック・アイランダーズ | ランズダウン・ロード, ダブリン 観客数: 43,000人 |
| 26 November 2006 |              |         |                              | ランズダウン・ロード, ダブリン 観客数: 43,000人 |

### 2008
| 8 November 2008 | イングランド | 39 - 13 | パシフィック・アイランダーズ | トゥイッケナム・スタジアム, ロンドン 観客数: 55,427人 |
| 8 November 2008 |              |         |                              | トゥイッケナム・スタジアム, ロンドン 観客数: 55,427人 |

| 15 November 2008 | フランス | 42 - 17 | パシフィック・アイランダーズ | スタッド・オーギュスト・ボナール, モンベリアル 観客数: 20,000人 |
| 15 November 2008 |          |         |                              | スタッド・オーギュスト・ボナール, モンベリアル 観客数: 20,000人 |

| 22 November 2008 | イタリア | 17 – 25 | パシフィック・アイランダーズ | Stadio Giglio, レッジョ・エミリア 観客数: 13,595人 |
| 22 November 2008 |          |         |                              | Stadio Giglio, レッジョ・エミリア 観客数: 13,595人 |